# バーレン郡 (ケンタッキー州)
バーレン郡（英: Barren County）は、アメリカ合衆国ケンタッキー州の南部に位置する郡である。2010年国勢調査での人口は42,173人であり、2000年の38,033人から10.9%増加した。郡庁所在地はグラスゴー市（人口14,028人）であり、同郡で人口最大の都市でもある。バーレン郡は1798年12月20日に、ウォーレン郡とグリーン郡の一部を合わせて設立された。郡名は、郡の北部3分の1を覆う草原、バーレンから採られた。
バーレン郡はグラスゴー小都市圏に属している。2007年、雑誌「プログレッシブ・ファーマー」から「アメリカの田園で最も暮らしやすい所」にバーレン郡が挙げられた。

## 地理
アメリカ合衆国国勢調査局に拠れば、郡域全面積は499.93平方マイル (1,294.8 km2)であり、このうち陸地490.97平方マイル (1,271.6 km2)、水域は8.96平方マイル (23.2 km2)で水域率は1.79%である。
バーレン川湖が郡の南部にあり、アレン郡との郡境になっている。バーレン川湖州立リゾート公園は主にバーレン郡内にあり、その湖岸線に沿っている。

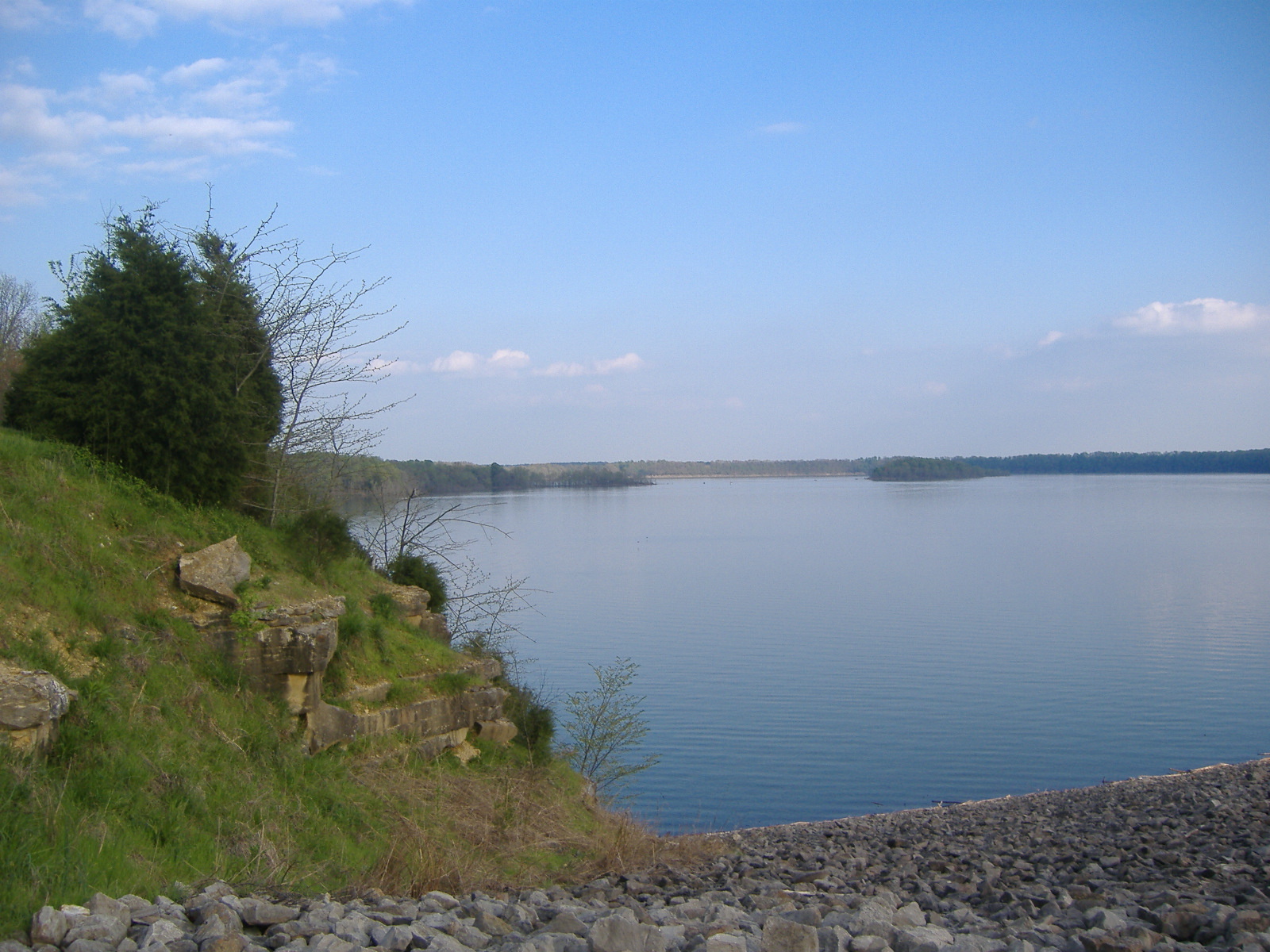
バーレン川湖

### 交通
バーレン郡には州間高速道路65号線が郡北西部を通っており、元は有料道路だったルイ・B・ナン・カンバーランド・パークウェイが、将来の州間高速道路66号線の回廊に指定されている。アメリカ国道31号線東と同31号線西、および同68号線が郡内を通っている。
鉄道はCSXトランスポーテーションが通っており、その中で元はルイビル・アンド・ナッシュビル鉄道の本線だったものがケイブシティとパークシティを通っている。グラスゴー鉄道会社はパークシティ（元はグラスゴージャンクションと呼ばれた）からグラスゴーまでの支線を所有している。この線はCSXトランスポーテーションからのリースで運行されている。

### 隣接する郡
- ハート郡 - 北
- メトカーフ郡 - 東
- モンロー郡 - 南東
- アレン郡 - 南西
- ウォーレン郡 - 西
- エドモンソン郡 - 北西

### 国立保護地域
- マンモス・ケーブ国立公園（部分）

## 人口動態
以下は2000年国勢調査による人口統計データである。
| 基礎データ - 人口: 38,033人 - 世帯数: 15,346 世帯 - 家族数: 10,941 家族 - 人口密度: 30人/km2（78人/mi2） - 住居数: 17,095軒 - 住居密度: 14軒/km2（35軒/mi2） 人種別人口構成 - 白人: 94.30% - アフリカン・アメリカン: 4.09% - ネイティブ・アメリカン: 0.15% - アジア人: 0.41% - 太平洋諸島系: 0.03% - その他の人種: 0.38% - 混血: 0.65% - ヒスパニック・ラテン系: 0.93% 年齢別人口構成 - 18歳未満: 24.2% - 18-24歳: 8.2% - 25-44歳: 28.8% - 45-64歳: 23.8% - 65歳以上: 15.0% - 年齢の中央値: 38歳 - 性比（女性100人あたり男性の人口） - 総人口: 92.7 - 18歳以上: 89.3 | 世帯と家族（対世帯数） - 18歳未満の子供がいる: 31.7% - 結婚・同居している夫婦: 58.3% - 未婚・離婚・死別女性が世帯主: 9.8% - 非家族世帯: 28.7% - 単身世帯: 25.6% - 65歳以上の老人1人暮らし: 11.6% - 平均構成人数 - 世帯: 2.44人 - 家族: 2.91人 収入と家計 - 収入の中央値 - 世帯: 31,240米ドル - 家族: 37,231米ドル - 性別 - 男性: 29,860米ドル - 女性: 21,208米ドル - 人口1人あたり収入: 16,816米ドル - 貧困線以下 - 対人口: 15.6% - 対家族数: 11.8% - 18歳未満: 20.3% - 65歳以上: 19.1% |

## 都市と町
| - グラスゴー - 郡庁所在地 - ケイブシティ - エイティエイト | - ハイズビル - レクタ - パークシティ |

## 文化
バーレン郡は主に田園部であり、農業が主たる産業である。郡庁所在地のグラスゴーには多くの製造業があり、また医療や小売りの中心でもある。ケイブシティは近くのマンモス・ケーブ国立公園を訪れる観光客の宿泊地になっている。
他のケンタッキー州南部にある郡と同様にスコットランド・アイルランド系の人々が開拓してきており、現在もその歴史遺産を継ぐ多くの文化面が見られる。郡庁所在地の市名がスコットランドのグラスゴーから採られており、ケンタッキー州で毎年開催されている3つのハイランド・ゲームズの1つであるグラスゴー・ハイランド・ゲームズが祝われている。
郡内の信教ではキリスト教徒が圧倒的に多い。プロテスタントの会派では信者の数で南部バプテスト連盟が多く、グラスゴー・バプテスト教会が郡内最大の会派になっている。ミッショナリー・バプテスト、ユナイテッド・メソジスト、フリー・メソジスト、長老派教会（カンバーランド長老派教会を含む）、エピスコパル教会、ディシプルズ・オブ・クライスト、非制度派を含むチャーチズ・オブ・クライスト、アッセンブリーズ・オブ・ゴッドなど、多くの会派が郡内に独立した教会を持っている。またローマ・カトリック教会の教区が2つあり、モルモン教の教区、さらにはアーミッシュの人口もそこそこいる。ユダヤ教やイスラム教などほかの宗教も郡内に礼拝所を持っている。
バーレン郡は「ドライ郡」（禁酒郡）である。例外はケイブシティであり、2005年の住民投票で「モイスト」になった。市内では一定以上の大きさのレストランで、売り上げの70%以上が料理による場合、飲料としてアルコールを販売できる。グラスゴー市では2007年11月6日の住民投票で、同じ条件で飲料としてのアルコールを承認した。これは市内のアルコール販売を完全に認める過去の提案が3回完敗したあとのことだった。直ぐ西にあるボーリンググリーン市では完全に自由化している。

## 教育
郡内の公共教育は、その全部あるいは一部が入っている3つの教育学区が管轄している。
- 郡域の大半はバーレン郡教育学区[8]が管轄しており、グラスゴー市にあるバーレン郡高校や中学校、郡内の幾つかの小学校が入っている。小学校の多くは1970年代にバーレン郡高校に統合されル前までは高校だった。
- グラスゴー独立教育学区[9]はグラスゴー市域を管轄しており、小部分が市域外に入っている。この地区にはグラスゴー高校、グラスゴー中学校と2つの小学校がある。さらにグラスゴーとカバーナ地区が共同でオルターナティブスクールを運営している。この学校はグラスゴー市内にあり、中学、高校の落ちこぼれ生徒を教育している。バーレン郡高校と中学校はバーレン郡教育学区の管轄だが、実際にあるのはグラスゴー独立教育学区の区域内である[10]。
- カバーナ独立教育学区[11]は、ケイブシティと周辺の郡北西部、さらに隣接するハート郡のホースケイブと南西隅の地域を管轄している。カバーナ高校、カバーナ中学校、カバーナ小学校が入り、ケイブシティとホースケイブの間にあるバーレン郡内にある。この地区は1つ以上の郡に跨ってあることでは、国内でも数少ないものの1つである。州内にはもう1つ、コービン独立教育学区があり、1つの都市が郡境に跨った所を管轄している。